# Bayán persiano

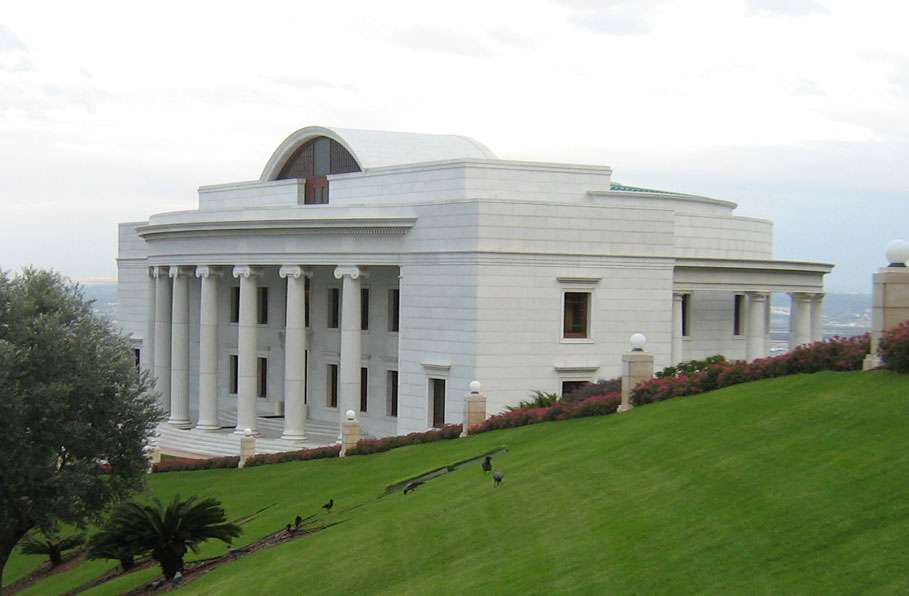
Centro insegnamento Bahai, Haifa

Il Bayán persiano  (in persiano بیان‎) è, con il Bayán arabo, una delle opere importanti del Báb, il fondatore del Bábismo e precursore di Bahá'u'lláh. È scritto in persiano avendo il Báb scritto all'inizio il Bayán arabo, un'opera più breve in arabo.

## Contenuto
Il Bayán persiano fu scritto tra il 1847 e il 1848 mentre era imprigionato a Maku, nel nord-ovest dell'Azarbaijan occidentale, una provincia dell'Iran.
Il libro contiene elementi della legge babista, discussioni di argomenti religiosi e l'esaltazione di Colui che Dio renderà manifesto.
Il Bayán persiano è uno degli scritti del Báb in cui rivendica chiaramente d'essere sia il Dodicesimo Imam che il Mahdi, la figura messianica che gli Sciti aspettavano, e dichiara il superamento della rivelazione islamica e della legge islamica.
Tutto il libro ruota attorno alla glorificazione di Colui che Dio renderà manifesto, nella promessa della venuta di un più grande profeta, una Manifestazione di Dio..
Shoghi Effendi considerava tale testo una eulogia del Promesso e che aveva abrogato le leggi dell'Islam e profetizzato l'avvento della Fede Bahai.

### Suddivisione
Il Bayán persiano era concepito per essere suddiviso in diciannove unità a loro volta suddivise in diciannove capitoli, per un totale di 361 sezioni, ma restò incompleto (causa il martirio del Báb) terminando con la nona unità.
I Bahai considerano il Kitáb-i-Íqán di Bahá'u'lláh il completamento del Bayán persiano.